# Biostictis
Biostictis — рід лишайників родини Stictidaceae. Класифіковано у 1950 році.

## Класифікація
До роду Biostictis відносять 5 видів:
- Biostictis chroodiscoides
- Biostictis psychotriae
- Biostictis puertoricensis
- Biostictis rubiacearum
- Biostictis tjibodensis